# 盧嫩堡縣 (維吉尼亞州)
盧嫩堡县（英語：Lunenburg County）是美國維吉尼亞州南部的一個縣。面積1,120平方公里。根據美國2000年人口普查，共有人口13,146人。縣治盧嫩堡（Lunenburg）。
成立於1746年5月6日。縣名來自領有不倫瑞克-盧嫩堡公爵銜頭的英王喬治二世。